# 四国地方中等学校野球大会
四国地方中等学校野球大会（しこくちほうちゅうとうがっこうやきゅうたいかい）は、四国地方で行われていた中等学校野球（現在の高校野球）の地方大会である。

## 概要
1932年に四国四県体育主事の協議により開催が決定し、翌1933年1月に高松グラウンドにて初開催された。毎年、年末に行われる各県の予選大会の上位校が参加し、翌年1月上旬にトーナメント方式で四国王者の座が争う。当初の出場枠は開催県が4校、その他の県は2校の合計10校であった。のちに各県2校となっている。この大会の結果は春の選抜中等学校野球大会出場校選出の参考資料となっていた。
1942年の第10回大会では高松商が優勝したが戦争のため全国選抜大会は開催されず、当大会もこの年を最後に終了した。戦後、学制改革後に秋季四国地区高等学校野球大会が新設され、選抜高等学校野球大会の選考資料となっている。

### 使用された野球場
- 香川県 - 高松グラウンド（高松球場）、屋島球場
- 徳島県 - 西の丸球場
- 愛媛県 - 道後グラウンド（道後球場）
- 高知県 - 高知記念グラウンド、高知市営球場

## 大会結果
| 開催年（回数）   | 開催地 | 優勝校 | 優勝校 | 決勝スコア | 準優勝校 | 準優勝校 | ベスト4  | ベスト4 | ベスト4  | ベスト4 |
| ---------------- | ------ | ------ | ------ | ---------- | -------- | -------- | -------- | ------- | -------- | ------- |
| 1933年（第1回）  | 高松   | 高松中 | 香川   | 6 - 5      | 高松商   | 香川     | 松山中   | 愛媛    | 高知商   | 高知    |
| 1934年（第2回）  | 西の丸 | 坂出商 | 香川   | 10 - 5     | 松山商   | 愛媛     | 徳島師範 | 徳島    | 徳島中   | 徳島    |
| 1935年（第3回）  | 高知   | 松山商 | 愛媛   | 9 - 2      | 徳島商   | 徳島     | 徳島中   | 徳島    | 高松商   | 香川    |
| 1936年（第4回）  | 道後   | 松山商 | 愛媛   | 16 - 2     | 北予中   | 愛媛     | 今治中   | 愛媛    | 宇和島中 | 愛媛    |
| 1937年（第5回）  | 高松   | 徳島商 | 徳島   | 1 - 0      | 丸亀商   | 香川     | 徳島中   | 徳島    | 松山商   | 愛媛    |
| 1938年（第6回）  | 西の丸 | 撫養中 | 徳島   | 7 - 5      | 高松中   | 香川     | 高知商   | 高知    | 松山中   | 愛媛    |
| 1939年（第7回）  | 高知   | 高松商 | 香川   | 3 - 2      | 徳島商   | 徳島     | 松山中   | 愛媛    | 徳島中   | 徳島    |
| 1940年（第8回）  | 道後   | 徳島商 | 徳島   | 2 - 1      | 高松商   | 香川     | 志度商   | 香川    | 松山商   | 愛媛    |
| 1941年（第9回）  | 屋島   | 志度商 | 香川   | 4 - 1      | 高松商   | 香川     | 宇和島中 | 愛媛    | 高知商   | 高知    |
| 1942年（第10回） | 西の丸 | 高松商 | 香川   | 4 - 2      | 松山商   | 愛媛     | 高知商   | 高知    | 徳島商   | 徳島    |